# PGC 1637581
LEDA/PGC 1637581 ist eine Galaxie im Sternbild Löwe auf der Ekliptik, die schätzungsweise 2 Milliarden Lichtjahre von der Milchstraße entfernt ist. Im selben Himmelsareal befinden sich u. a. die Galaxien NGC 3946, NGC 3947, NGC 3948, NGC 3954. 